# TVJQ
TVJQ, la Télévision des jeunes du Québec, était une chaîne de télévision québécoise pour les jeunes appartenant à Vidéotron, faisant partie du réseau Inter-Vision. Elle a été en ondes de 1980 au 31 août 1988 avant d'être remplacée par Canal Famille.

## Historique
Les origines de la chaîne semblent remonter à 1975, lorsque le Télécâble Vidéotron, alors établi à Longueuil et servant la Rive-Sud de Montréal, distribuait déjà une trentaine de canaux, accessibles via un convertisseur. Les abonnés devaient appeler pour demander la diffusion d'un document vidéo qui sera diffusé sur l'une des huit chaînes selon le thème (sports, loisirs socio-culturels, troisième âge, étudiants, enfants…). En janvier 1980, Vidéotron fait l'acquisition de Cablevision Nationale qui dessert entre autres l'est de Montréal, les villes de Québec et Sherbrooke. Quelques mois plus tard, le réseau de Cablevision Nationale est mis à niveau afin de permettre la distribution de trente canaux, alors que le consortium Inter-vision constitué de différents câblodistributeurs du sud de la province, s'installe au coin des boulevards Pie-IX et Rosemont à Montréal sous le nom Câblespec, s'occupe de la production et de la diffusion des huit canaux spécialisés sous la responsabilité de Jacques Lasnier. Les huit chaînes auraient été lancées samedi le 18 octobre 1980.
La chaîne, initialement appelée Enfants et Jeunesse avant d'adopter TVJQ en mai 1982, présentait des émissions pour enfants produites au Québec pour la plupart ainsi que des séries d'animations européennes, américaines et japonaises, le plus possible sans violence, cherchant à éliminer le sexisme. Elle était établie et distribuée par une filiale de Vidéotron.
Elle était en ondes tous les jours de 6 h à 20 h. Depuis 1979, les abonnés de Vidéotron pouvaient profiter dès minuit d'une variété de jeux interactifs (via un téléphone à touches touchtone) à tour de rôle, qui occupaient le « canal 26 » jusqu'au retour en ondes de la chaîne. Les jeux se sont poursuivis sur le Canal Famille jusqu'à peu après le lancement du Vidéoway en septembre 1989. En soirée à partir de janvier 1983, des émissions éducatives et culturelles s'adressant aux adultes étaient programmées.
De janvier 1982 à septembre 1985, la chaine diffuse l'émission Radio-Vidéo, un bloc de vidéoclips produits par Pierre Marchand, qui deviendra en 1986 le créateur de la chaîne MusiquePlus. Entretemps dès octobre 1984, un autre bloc de vidéoclips produits par MuchMusic est mis en ondes, un mois après le lancement de la chaîne à Toronto. En mars 1986, Vidéotron obtient une « licence de radiodiffusion visant l'exploitation, sur une base expérimentale et pour une période temporaire, d'un réseau de télédistribution afin de distribuer par satellite aux entreprises de télédistribution affiliées de la province de Québec le service de programmation spécial de langue française "Télé des Jeunes" ». Cette licence permet à Vidéotron que sa chaîne TVJQ soit distribuée par d'autres compagnies de câble. Vidéotron devient ainsi le premier câblodistributeur de l'histoire du Canada à être simultanément producteur de contenu télévisuel. CF Cable TV offre la chaîne TVJQ de Vidéotron à partir de 1987. Lors du lancement de MusiquePlus en septembre 1986, la version reçue via satellite de TVJQ devenait MusiquePlus après 20 h avec un bloc de programmation en direct de quatre heures suivi dans la nuit d'une rediffusion ou d'un bloc enregistré au cours de l'après-midi. Du côté de chez Vidéotron, la programmation de soirée de MusiquePlus prenait la position de MuchMusic pendant que les émissions culturelles s'adressant aux adultes étaient toujours diffusées sur TVJQ jusqu'à minuit. Des blocs de 30 minutes produits par MusiquePlus se sont ajoutés à la programmation de TVJQ, remplaçant ceux de MuchMusic.
En 1986, le porte-parole de la chaîne était Gargouille, un personnage de bande dessinée créé par Tristan Demers, qui obtiendra sa propre émission.
En 1987, Vidéotron soumet une demande au CRTC pour transformer son canal TVJQ tout en continuant de cibler les jeunes. Le 1er décembre 1987, le CRTC approuve la demande de licence de Premier Choix: TVEC pour Canal Famille, et refuse conséquemment la demande de renouvellement de la licence de TVJQ,. Le même jour, la demande de licence de CHUM Limited et Radiomutuel pour une chaîne dédiée de MusiquePlus est approuvée. TVJQ peut néanmoins demeurer en ondes jusqu'à l'arrivée du Canal Famille. TVJQ cesse ses opérations le 31 août 1988.

## Artisans
- Mireille Pouliot (Mireille et Sans Sonnette, Mireille et Arsène Lapin, Mireille au pays magique, Pluche et Brindille, Mille et une images et Le Cosmotec[17])
- Pierre Houle (Mag 26, 1982-1988)
- Julie Snyder (13-16 (1983-1984)[18])
- Claude Rajotte (Radio-Vidéo, 1983-1985)

## Programmation

### Émissions originales
- Mireille et Arsène Lapin, en novembre 1980[19]
- Globule et Robinet, dès janvier 1981
- Mille et une images, dès janvier 1981
- Parole aux jeunes (anim: Christian Girard) dès janvier 1981
- 1-2-3-4 (Kino-Québec) dès janvier 1981
- Fais dodo (Oncle Pierre) dès janvier 1981
- Mademoiselle Clef de sol, dès janvier 1981
- Le Monde du Père Ambroise (Ambroise Lafortune) dès janvier 1981
- Tourenville, dès janvier 1981
- Modèles réduits (Jacques Mercier) dès janvier 1981
- Un bout de temps (Professeur Hiterole) dès janvier 1981
- Le Château des mages (magie: Alchimie et Allucine) dès janvier 1981
- Après l'école (15 min) dès janvier 1981
- Le Grenier sous la mer (Désiré Aerts) dès janvier 1981
- Histoires d'Antoine, dès janvier 1981
- Clin d'œil (Désiré Aerts, puis Nathalie Labelle) dès janvier 1981
- Les Enfants du théâtre, dès janvier 1981
- Global et Gamelle (handicap) dès le 17 janvier 1981[20]
- Tonton Rocky (visite d'écoles primaires), dès le 16 mai 1981
- La Clé des champs (anim: Antonin Le Beau et Carole Viens) dès le 18 mai 1981
- Bricoline (Lise Roy) dès le 18 mai 1981
- Soupir et variations (Nicole Filiatreault) dès le 18 mai 1981
- Films d'enfants, dès le 18 mai 1981
- Jouons ensemble, dès le 18 mai 1981
- Suivez le courant (Maryse Bédard et Benoit Lacasse) dès le 14 septembre 1981
- Leçons de choses (Oncle Pierre) dès le 14 septembre 1981
- Les Délices de Goutatou, dès le 14 septembre 1981
- Cosmotec (Mireille Pouliot (Meurisse) et Yves Guy (Cosmotec)) dès le 14 septembre 1981
- Histoire de la musique (Nicole Filiatreault) dès le 14 septembre 1981
- Kaleidoscope, dès le 14 septembre 1981
- Pluche et Brindille, dès le 14 septembre 1981
- À quatre pattes (Oncle Pierre et Éric St-Pierre) dès le 14 septembre 1981
- Voyage au pays de la marionnette (techniques) dès le 23 novembre 1981
- Radio-Vidéo, dès le 22 janvier 1982
- Mireille au pays magique, dès le 18 janvier 1982
- Antenne 26 (anim: Sophie Stanké) du 19 avril au 26 juin 1982
- Biblin (marionnette) dès le 21 avril 1982
- Mag 26 (anim: Pierre Houle, plus Pascale Charbonneau en 1986) dès le 28 juin 1982
- Hebdo-Sciences, dès le 22 juillet 1982
- Am Stram Gram (anim: Élisabeth Parageorges) dès le 13 septembre 1982
- Coureurs des bois (animaux) dès le 13 septembre 1982
- Science atout, dès le 13 septembre 1982
- Jeux de mots (anim: Johanne Cardin) dès le 13 septembre 1982
- Good Stuff (Lee Kroeger) dès le 13 septembre 1982
- Petit Débrouillard (anim: Désiré Aerts) dès le 13 septembre 1982
- La Faune et la flore, dès le 14 février 1983
- 13-16 à vous (anim: Christian Girard et Jacinthe Potvin) dès le 19 septembre 1983
- La Planète verte, dès le 19 septembre 1983
- 13-16 (anim: Jacinthe Potvin puis Carole Valières, Johanne Bertrand en 1986) dès le 20 janvier 1984
- Comment c'est fait?, dès le 15 avril 1984
- La Crique des trois pêcheurs (marionnettes) dès le 23 septembre 1984
- Bonjour les Mics! (marionnettes) dès le 23 septembre 1984
- Logiciel, dès le 15 septembre 1985
- Vidéo danse présente (cours) dès le 15 septembre 1985
- Gargouille…
  - …et la bande joyeuse, dès le 19 janvier 1986
  - …Gulp et les Dieux, dès le 16 mars 1986
  - …et Pic Pic, dès le 19 octobre 1986
  - …Voyage, dès le 14 décembre 1986
  - …Découvre, dès le 13 septembre 1987
  - …et le Capitaine, dès le 14 décembre 1987

### 1rediffusion
- Pirouli et ses amis[21] (marionnette) dès le 11 avril 1983
- Les Aventures de Plume d'Élan, dès le 16 janvier 1984
- L'Oiseau bleu (Maeterlinck no aoi tori) dès le 23 septembre 1984
- Les Quatre Filles du docteur March (Wakakusa Monogatari Yori Wakakusa no Yon Shimai) dès le 23 septembre 1984
- Le Roman de Renart[22], dès le 23 septembre 1984
- Microludic, dès le 13 janvier 1985
- Waldo Kitty, dès le 13 janvier 1985
- Star Fleet (Ekkusu Bonbā) dès le 14 avril 1985
- Le Tour du monde en quatre-vingts jours (La Vuelta al Mundo de Willy Fog) dès le 15 septembre 1985
- La Princesse insensible, dès le 15 septembre 1985
- Les Contes du singe bleu[23], dès le 15 septembre 1985
- Émilie, dès le 16 mars 1986
- Alfie Atkins (Alfons Åberg) dès le 14 septembre 1986
- Méthanie, dès le 14 décembre 1986
- L'Île au trésor (Takarajima) dès le 14 décembre 1986
- Lady Oscar (Berusaiyu no bara) dès le 15 décembre 1986, puis CF
- Sport Billy, dès le 15 mars 1987, puis CF
- Les Chats Cabots (en) (The Houndcats) dès le 15 mars 1987, puis CF
- Le Voyage de l'Albatros (L'Oiseau des Mers)[24] dès le 15 mars 1987
- Archibald (Mézga Aladár különös kalandjai) dès le 13 septembre 1987 puis CF
- Un bateau pour l'aventure (série allemande ~1984) (?) dès le 20 septembre 1987 puis CF
- Les Blufons (De Bluffers) dès le 6 mars 1988 puis CF

## Catalogue
- Kébékio, dès le 16 mai 1981 après SRC
- Musti (en), dès le 16 mai 1981 après RQ
- Pilis (De pilis) dès le 16 mai 1981 après TVO
- Gustave (hu), dès le 16 mai 1981
- Les Oursons (anim, 15 min) (?) dès le 16 mai 1981
- Les Oraliens, dès le 16 mai 1981 après SRC
- Dorothée (?), dès le 18 mai 1981
- Les 100 Tours de Centour, dès le 14 septembre 1981 après SRC
- Alpha (anim, 5 min) (?) dès le 16 septembre 1981
- Pierrot (anim, 5 min) (?) dès le 19 janvier 1982
- Topino, dès le 13 septembre 1982 après SRC
- Service secret (The Secret Service) dès le 13 septembre 1982 après SRC
- Fantaisies bulgares (anim) dès le 13 septembre 1982
- Minifée (Mahōtsukai Sarī) dès le 13 septembre 1982 après SRC
- Les Aventures électriques de Zeltron, dès le 11 avril 1983 après TVFQ-99
- Sourissimo, dès le 13 avril 1983 après SRC
- Le Monde en liberté (réf. à Armand (en) et Michaela Denis (en), UK) dès le 19 septembre 1983
- Vic le Viking (Chîsana baikingu Bikke) dès le 19 septembre 1983 après SRC
- Boule et Bill, dès le 19 septembre 1983 après SRC
- Schulmeister, dès le 19 septembre 1983 après SRC
- Gibus et le journal Tintin (Gibus le magicien[25], Le Journal Tintin) dès le 20 septembre 1983
- Tip et Tap (nl), dès le 20 septembre 1983 après TVO
- Gibus et l'Affaire Tournesol (Gibus, L'Affaire Tournesol) dès le 15 janvier 1984
- Eurêka! (?), dès le 15 janvier 1984
- Les Aventures de Saturnin, dès le 15 janvier 1984 après SRC
- Mon ami Guignol (marionnette) dès le 15 janvier 1984 après SRC
- Les Boucaniers d'eau douce, dès le 15 janvier 1984 après TVO
- Skippy le kangourou (Skippy the Bush Kangaroo) dès le 15 janvier 1984 après SRC et TVA
- Comédies américaines (?) dès le 15 janvier 1984
- La Maison magique (marionnettes) dès le 15 janvier 1984 après TVEC
- Petite Abeille[26], dès le 15 janvier 1984 après SRC
- Amérique du Nord : Terre en vie (éducatif) dès le 15 janvier 1984
- Comme ça! (marionnette Pataclan) dès le 16 janvier 1984 après TVA
- Pierre Fabien et Cie, dès le 15 avril 1984 après SRC
- Flic l'écureuil (marionnette) dès le 23 septembre 1984 après SRC
- Le Monde enchanté d'Isabelle, dès le 23 septembre 1984 après SRC
- Imagerie (Dorothée, autres) (anim) dès le 23 septembre 1984
- Nos amis les animaux (?) dès le 23 septembre 1984
- Arsène Lupin, dès le 23 septembre 1984 après SRC
- Saluons la taupe (?) (anim) dès le 23 septembre 1984
- Les Grands Burlesques américains (cinéma muet) dès le 9 décembre 1984
- Petites folies (Sazinka, La Petite cour derrière la maison, Un sage réveille-matin) (anim) dès le 13 janvier 1985
- Le Zigzag cirque et Cie (Le Zigzag cirque, Le Gnome et le hibou, Le Petit malin) (anim) dès le 13 janvier 1985
- Rody le petit Cid (Ritoru eru Shido no bōken) dès le 13 janvier 1985 après TVEC
- Les Aventures de Babar, dès le 13 janvier 1985 après SRC
- Poly à Venise, dès le 14 avril 1985 après SRC et TVA
- Mordicus (documentaire) dès le 15 avril 1985 après SRC
- Ribambelle (Ali Bongo, Reksio, Et nous voilà, Tik Tak) (anim) dès le 15 septembre 1985
- Le Roi Léo (Jungle Taitei) dès le 15 septembre 1985 après SRC
- Rêveries (Reksio, Dans mon jardin, Ouvre grand les yeux) (anim) dès le 15 septembre 1985
- Gamineries (Et nous voilà, Tik Tak) (anim) dès le 15 septembre 1985
- Chimères (Vacances à la campagne, Si j'étais… si j'avais…[27]) (anim) dès le 15 septembre 1985
- Les Trois Mousquetaires (Wan-wan Sanjushi) dès le 15 septembre 1985 après TVEC
- Guet-apens (jeux: TV Labyrinthe, Patchograf, Tchac, Passe-carte, Miximétric, Tangram) dès le 15 septembre 1985[28]
- Coccinelle et ses amis, dès le 15 septembre 1985 après SRC
- Et Cetera (Les Contes du singe bleu, Vogabul, La Princesse insensible) (anim) dès le 15 septembre 1985
- Méli-Mélo (Bolek et Lolek, François et Ambroise) (anim) dès le 15 septembre 1985
- La Bande joyeuse (?) (anim) dès le 15 décembre 1985
- Léon et les autres (Léon le renard, Chapi Chapo, Bolek et Lolek) dès le 15 décembre 1985
- Bande à part (Chapi Chapo, Bolek et Lolek, Reksio le chien) dès le 15 décembre 1985
- La Clé des bois, dès le 15 décembre 1985 après SRC
- Les Copains (Pépin la bulle, Tik Tak, Gulp) dès le 15 décembre 1985
- Gulp joue avec…, dès le 15 décembre 1985
- L'Île aux enfants, dès le 15 décembre 1985 après TVFQ-99
- Tom Sawyer (Tomu Sōyā no Bōken) dès le 15 décembre 1985 après TVEC
- Le Monde merveilleux des animaux (?), dès le 15 décembre 1985
- Brasse-coco (Cocoshaker, TV Labyrinthe) dès le 15 décembre 1985
- Papi-Tchac (Jetons, Tchac) dès le 15 décembre 1985
- Bruno et Cie (Bruno le finaud, Tik Tak, Pépin la bulle) dès le 15 décembre 1985
- Vira, Chapi et le singe (Les Viratatoums, Chapi-Chapo, Contes du singe bleu) dès le 15 décembre 1985
- Histoires merveilleuses du professeur Kitzel (en) (The Wonderful Stories of Professor Kitzel) dès le 12 janvier 1986 après SRC
- Cross chez Cromagnon (?) dès le 2 février 1986
- Aventures crabuleuses (?) dès le 16 mars 1986 après TVO et RQ
- Robin Fusée (Rocket Robin Hood) dès le 17 mars 1986 après SRC et TVA
- Le Petit Prince orphelin (Konchū Monogatari: Minashigo Hatchi) dès le 14 septembre 1986 après RQ
- Pierrot, Spirale, et les autres (Pierrot, Spirale, Hippo, Le Clown Am) dès le 14 septembre 1986
- Robinson Crusoé, dès le 14 septembre 1986 puis CF
- Le Ramoneur (Sazinka) dès le 14 septembre 1986
- Le Cirque des amis (Le Cirque de Madame Gusto, Plume d'Élan, Sourissimo, Bolek) dès le 14 septembre 1986
- Pic Pic Pic[29], dès le 14 septembre 1986
- Brave Alfie (Alfie Atkins, Sourissimo, Chic et Poc) dès le 14 septembre 1986
- Onze pour une coupe (Fútbol en acción) dès le 14 septembre 1986 après TVEC
- Démétan, la petite grenouille (Kerokko Demetan) dès le 27 septembre 1986 après SRC
- Robin et les devinettes (Robin Fusée, Indovinelli) dès le 14 décembre 1986
- Les Aventures de Chaperonnette à Pois (Lupo Lupone e Cappuccetto a Pois) dès le 14 décembre 1986 après SRC
- Le Vent dans les saules (en) (The Wind in the Willows) dès le 14 décembre 1986 après TVO
- Plouf (?) dès le 14 décembre 1986
- Kiri et Joe (Kiri le clown, Les Aventures de Joe) dès le 14 décembre 1986
- Graine d'ortie, dès le 14 décembre 1986 après SRC
- L'Histoire de Franco (?) (anim) dès le 14 décembre 1986
- Le Calendrier (?) dès le 14 décembre 1986
- Bulle et Robin (Bulle la fourmi, Robin fusée) dès le 15 mars 1987
- Vitaboum (de Vitamine TVFQ99 ?) dès le 15 mars 1987
- Les Jappeur (?) dès le 15 mars 1987
- Les Contes de la forêt verte (Yama nezumi Rokkī Chakku) dès le 15 mars 1987 après SRC
- Oum le dauphin blanc, dès le 15 mars 1987 après SRC
- Bip et Véronique[30] dès le 15 mars 1987 après SRC
- Avenue des amis (?) dès le 13 septembre 1987
- Professeur Balthazar, dès le 13 septembre 1987
- Ploom et les Yougos (Ploom[31], Les Yougos(?)) (marionnettes) dès le 13 septembre 1987
- Le Crayon magique (?) dès le 13 septembre 1987
- Flash Varicelle, dès le 13 septembre 1987 après TVA
- Pilote de course (?) dès le 13 septembre 1987
- Aliment-Action (?) dès le 13 septembre 1987
- L'Homme-Araignée (Spider-Man) dès le 13 septembre 1987 après TVA et SRC
- Petit cinéma (1h)
- Fifi Brindacier (Pippi Långstrump) dès le 13 septembre 1987 après SRC
- Le Monde selon Georges[32], dès le 13 septembre 1987
- La Lettre de Nouvelle-France, dès le 20 septembre 1987 après SRC
- Le Manège enchanté, dès le 13 décembre 1987 après SRC?
- Ani-Jeu (?) dès le 13 décembre 1987
- La Pierre blanche (Den vita stenen) dès le 13 décembre 1987 après SRC
- Le Corps vivant (?) dès le 13 décembre 1987
- Lâche-moi les baskets! (?) (15 min) dès le 14 décembre 1987
- Merci Monsieur Noé, dès le 14 décembre 1987 après SRC
- Ça c'est du cinéma, dès le 14 décembre 1987
- Mini-fictions, dès le 14 décembre 1987
- Il était une fois (?) dès le 13 mars 1988
- Terrarium (?) dès le 13 mars 1988
- La Boîte aux découvertes (?) dès le 13 mars 1988
- Pri-Maths (?) dès le 13 mars 1988
- Écran magique (?) dès le 13 mars 1988
- L'Alphabet en images (?) dès le 14 mars 1988

### Émissions de soirée
Les émissions de soirée de 20 h à minuit s'adressaient aux parents et aux jeunes adultes, abonnés aux câblodistributeurs participants. Certaines émissions étaient produites pour d'autres chaînes tels que TVRQ, TVIQ, TVSQ et le canal communautaire. Cette liste provient des publications du Télé-Magazine dans Le Soleil, de janvier 1983 à avril 1987. À partir de septembre 1986 chez les câblodistributeurs recevant TVJQ via satellite, MusiquePlus était diffusé de 20 h à 4 h.
- Rencontre avec le Cardinal, dès le 10 janvier 1983
- L'Homme face à l'Univers (anim: Rachèle Francoeur) dès le 10 janvier 1983
- Votre maison, du rêve à la réalité (anim: Roger Gosselin) dès le 10 janvier 1983
- Les Coulisses de l'actualité, dès le 10 janvier 1983
- La Cité câblée, dès le 10 janvier 1983
- Avant-Première/Cinéma (anim: Franco Nuovo) dès le 15 janvier 1983
- Info-logement
- Parlons magazines (anim: Lyne Rouillé)
- Les Concours de musique
- Québec au travail (anim: Normand Séguin)
- Avec amour
- Conférence de Ray Vincent
- Fantaisie (collections d'objets, de TVRQ)
- Les Ailes de l'espérance
- Le Son des français d'Amérique
- Un sens à la vie
- The Growing Years, dès le 14 avril 1983 après PBS
- La Croix-Rouge présente
- La Vie de Marguerite Bourgeoys
- L'Astrologie avec Marylène
- Réalité d'aujourd'hui (anim: Marguerite Blais) dès le 19 septembre 1983
- Les Thérapies (anim: Gilbert Tarrab)
- Vidéothèque médicale (documentaire)
- Toute la richesse des hommes
- La Baie James : Un rêve réalisé
- L'École des chefs
- Un goût, un pays, une manière (documentaire)
- Habitamag (anim: Mireille Lemelin)
- Vision Habitat
- La réponse est à vous (anim: Rollande Parent)
- Plein feux sur la TVP (Premier choix et TVEC)
- Habitation '84 (anim: Paule Doré et Nicole Campeau)
- En coulisse (reporter: Nicole Gravel, anim: Julie Bélanger)
- Leurs Héritiers (anim: Sophie Stanké)
- Les Normes du travail (anim: Gilles-Philippe Delorme)
- Chiro-Sports (anim: Georges Pothier)
- Le Québec à Paris (anim: Brigitte Morissette, puis Jean-Louis Boudou)
- Justice pour tous
- Dossier Afrique
- Profils de réussites (anim: Réal Barnabé)
- La Sexualité inachevée (anim: Maryse Fortin)
- Le Club des ceint et saufs (anim: Suzanne Monange)
- Mode Prestige (anim: Mireille Lemelin)
- New York, New York (anim: Julie Miville-Dechêne)
- Graffiti (anim: Marc Carpentier et Chantal Machabée) dès le 14 septembre 1985
- Encyclopaedia Brittanica (documentaires)
- Les Jeunes Aventuriers (anim: Gilbert Sicotte)
- L'Argent des jeunes (tribune tél, anim: Sylvain Nadeau)
- Au Nord du 60e (documentaire, 13 épisodes)
- La Planète de l'Homme (documentaire)
- Emploi Jeunesse (anim: Élisabeth Paradis)
- Télégrammes (anim: Elisabeth Paradis) dès le 17 janvier 1986
- Diversions (anim: Marc Carpentier, puis Denis Talbot) dès le 10 février 1986
- Les Carnets de l'aventure
- Scoop Jeunesse (anim: Francis Bay et Claudine Albernhe) dès le 2 mars 1986
- Le Renard à l'anneau d'or, dès le 16 mars 1986 après SRC
- Le Temps des as, dès le 16 mars 1986 après SRC
- Grandeur nature (biographies)
- Jeunesse-atout
- Vidéos Art Com (septembre 1986)
- À ta santé (septembre 1986)
- Regards sur le monde (septembre 1986)
- Ma vie… à moi! (septembre 1986)
- Fouin-Art (décembre 1986)
- La Conquête du ciel, dès le 14 décembre 1986 après SRC
- L'Adieu aux as, dès le 15 mars 1987 après SRC ?
- Festival du film étudiant
- Relève '87
- Atome social, en janvier 1988
- Histoires Extraordinaires, en janvier 1988
- Africa, en janvier 1988